# Cathy Weseluck

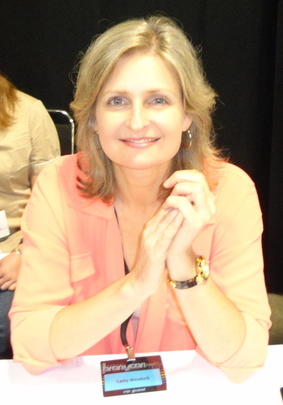
Cathy Weseluck

Catherine Weseluck (* 21. August 1970 in Toronto) ist eine kanadische Synchronsprecherin.
Erste Synchronarbeiten machte sie schon in Kindertagen. Ab dem 17. Lebensjahr wurde sie regelmäßig als Stimme für Zeichentrick und Animationsfilme gebucht.
Seit 2010 synchronisiert sie in der Serie My Little Pony die Figur Spike. Weitere Serien mit ihr sind Dragon Ball Z oder Coop gegen Kat.

## Synchronrollen (Auswahl)
- 1996–2003: Dragon Ball Z als Trunks
- 2000–2002: Mimis Plan als diverse Rollen
- 2000–2004: Inuyasha als Mutter
- 2001–2005: The Cramp Twins als Mrs. Winkle
- 2007: Death Note als Near
- 2009–2011: Coop gegen Kat als Dennis Chan
- 2010–2019: My Little Pony – Freundschaft ist Magie als Spike
- 2011–2019: Superbook als Gizmo
- 2013: My Little Pony: Equestria Girls als Spike
- 2014: My Little Pony: Equestria Girls – Rainbow Rocks als Spike
- 2017: My Little Pony – Der Film als Spike
- 2018: 16 Hudson als Luc